# Vicente Blasco Ibáñez

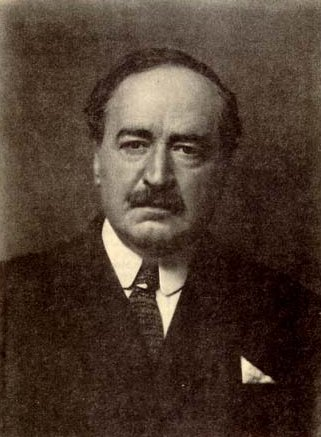
Vicente Blasco Ibáñez.

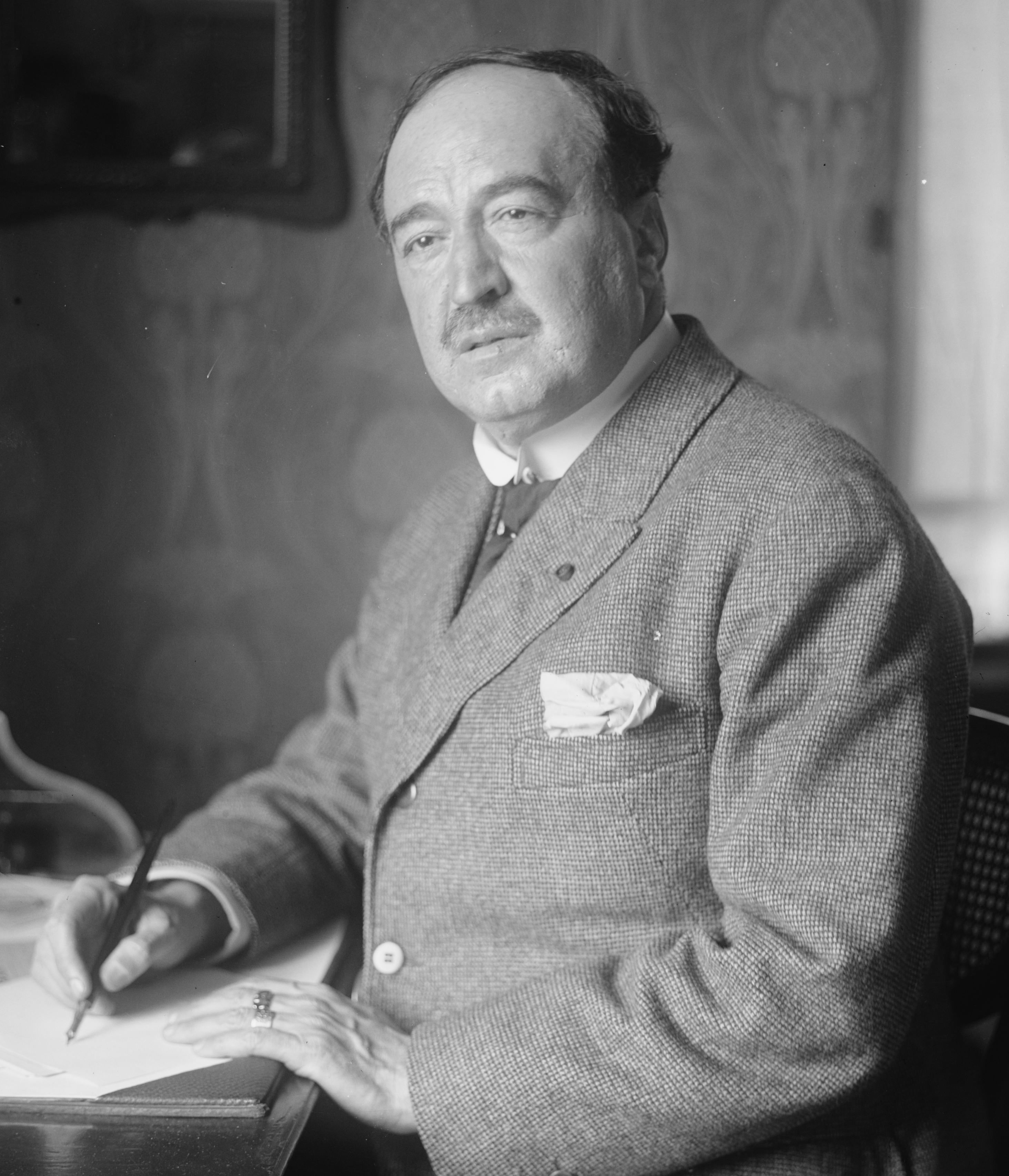
Vicente Blasco Ibáñez.

Vicente Blasco Ibáñez, född 29 januari 1867 i Valencia, död 28 januari 1928 i Menton i Frankrike, var en spansk författare och politiker.

## Biografi
Efter att ha deltagit i ett revolutionsförsök 1889 var Blasco Ibáñez landsflyktig i Frankrike, men benådades och återvände redan 1891 till sin födelsestad Valencia. Han hade fått ett arv som han spenderade på att ge ut El Pueblo, en radikal, republikansk tidning. Han utgav nu sina romaner Cuentos valencianos, Arroz y tartana (1894), Flor de mayo (1895) och La Barraca (1896). Han skrev enligt den franska naturalistiska skolan. Hans första böcker skildrar Valenciabygden.
Han drabbades av flera fängelsestraff, bland annat en längre tid under Spansk-amerikanska kriget, men frigavs snart och deltog flitigt i det politiska livet och var deputerad sju gånger. Under denna tid skrev han flera arbeten av ett mer tydligt politiskt innehåll, Cañas y barro (1902), La catedral (1903), El intruso (1904), La bodega (1905), La Horda (1905) La Maya desnuda (1906), samt Sangre y arena (1908).
År 1909 lämnade han Spanien, och befann sig huvudsakligen återigen som landsflyktig i Frankrike. 1914 lärde Blasco Ibanez under en resa i Argentina känna statens historia och utgav 1914 Los argonautas. Efter krigsutbrottet började Blasco Ibanez, som var varmt hängiven Frankrike, att skriva Första världskrigets historia. Han fick nu idén till romanen Los cuatro jinetes del Apocalipsis (Apokalypsens fyra ryttare), och skrev även Mare nostrum (1917), vilken av många kritiker betraktats som hans bästa arbete.
Efter krigets slut upptog Blasco Ibanez åter argentinska ämnen. Nu utkom El paraíso de las mujeres (1922) och La tierra de todos (1922).

## Verk översatta till svenska

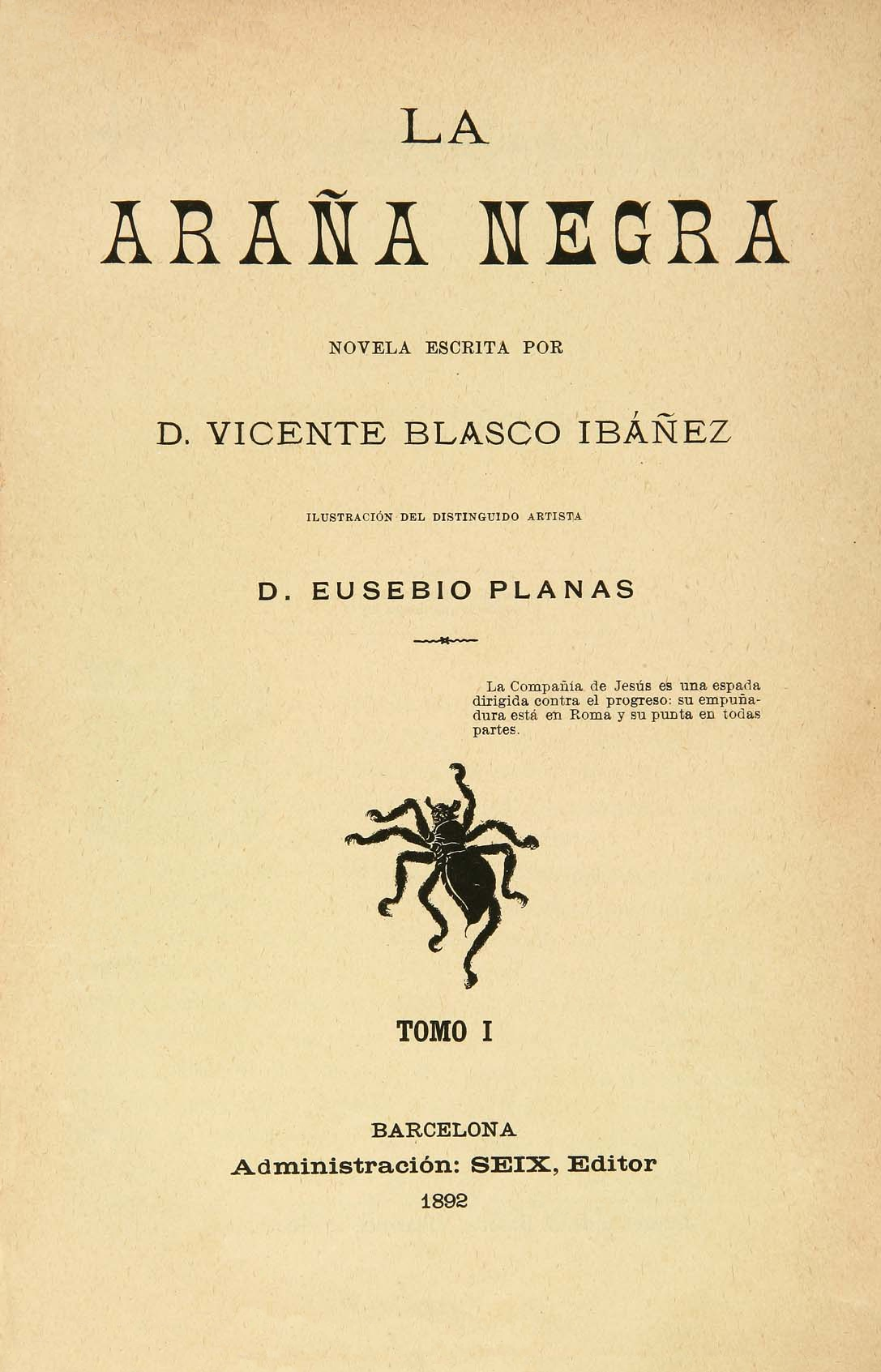
La araña negra (1892), del I.

- Vass och dy (Cañas y barro) (översättning Erik Staaff, Norstedt, 1910)
- Förbannad jord (La Barraca) (översättning Adolf Hillman, Norstedt, 1919)
- Spanjoren (La horda) (översättning Ella Svanberg, Holmquist, 1923)
- Blod och sand (Sangre y arena) (översättning A. Berg (dvs Adil Bergström), Holmqvist, 1923)
- Blod och sand (Sangre y arena) (översättning Bruno Lindholm, Norstedt, 1923)
- Apokalypsens fyra ryttare (Los cuato jinetes del Apocalipsis) (okänd översättare, Bonnier, 1923)
- I katedralens hägn (La catedral) (översättning Bruno Lindblom, Norstedt, 1924)
- I vinets bygd (La bodega) (översättning Bruno Lindblom, Norstedt, 1924)
- Alfonso XIII demaskerad (okänd översättare, Reuter & Reuter, 1925)
- Flor de Mayo (översättning Bruno Lindblom, Norstedt, 1925)
- "När de döda befalla: ett kapitel ur novellen med samma namn" (översättning Ragna Aberstén). I Judisk tidskrift, 1928 (1), s. 231-240
- De fyra ryttarna (Los cuato jinetes del Apocalipsis) (anonym översättning, Norden, 1932) Fulltext

## Filmatiseringar
- Tjurfäktarromanen Blod och sand har filmatiserats två gånger i USA. Första gången 1922 med Rudolph Valentino som tjurfäktaren Juan Gallardo och Nita Naldi som Doña Sol. Andra gången 1941 med Tyrone Power och Rita Hayworth.
- Apokalypsens fyra ryttare har filmatiserats 1962 som De fyra ryttarna.